# Pulau Rambai
Pulau Rambai is een bestuurslaag in het regentschap Kampar van de provincie Riau, Indonesië. Pulau Rambai telt 2974 inwoners (volkstelling 2010).